# Svatyně Bába

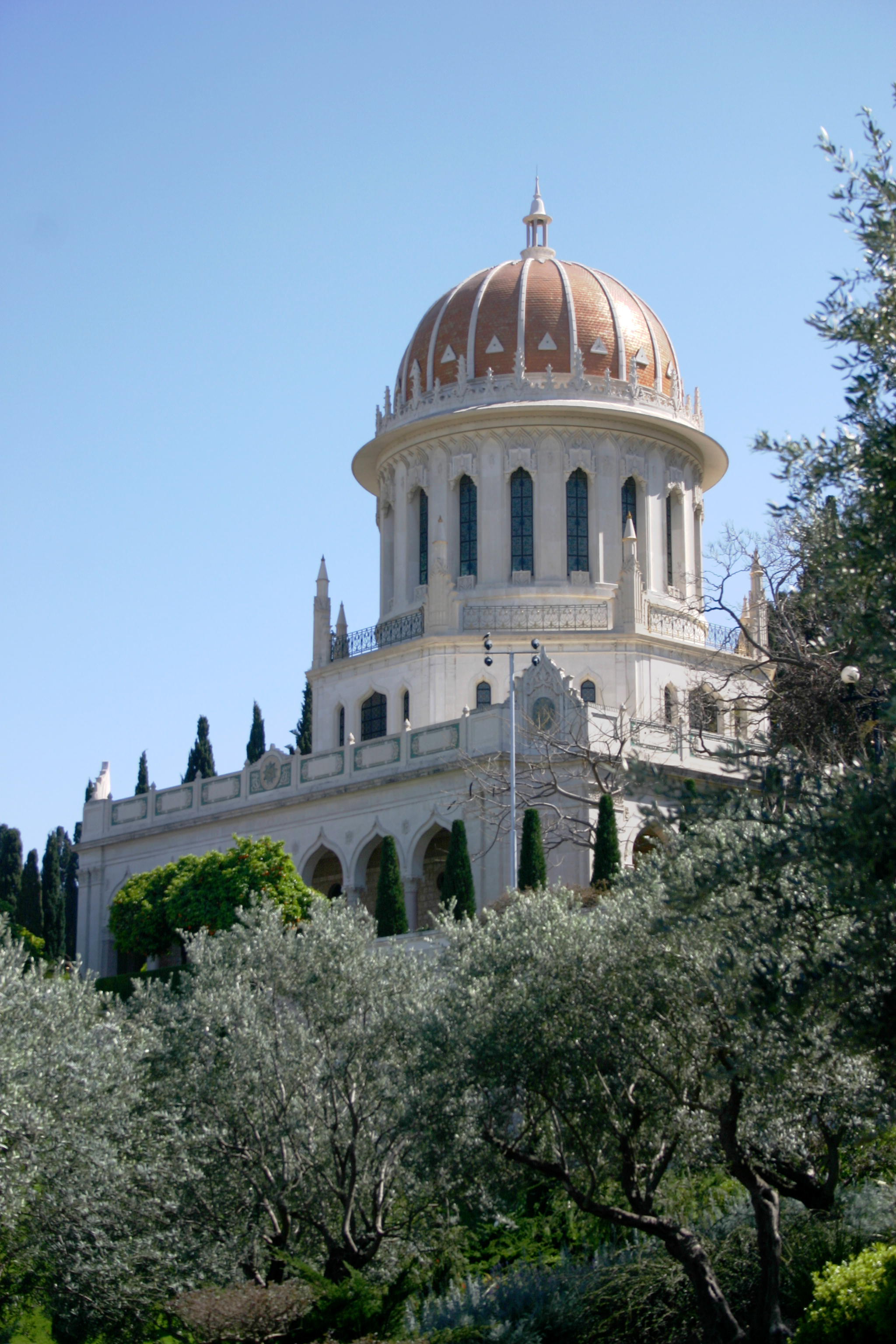
Svatyně Bába v Haifě

Svatyně Bába je budova v izraelské Haifě, kde jsou uloženy pozůstatky Bába, zakladatele bábismu a předchůdce Bahá'u'lláha, zakladatele víry bahá'í. Svatyně je považována za druhé nejsvětější místo víry Bahá'í, hned po svatyni Bahá'u'lláha v Akkonu. Přesné umístění svatyně na hoře Karmel sdělil sám Bahá'u'lláh svému nejstaršímu synovi ('Abdu'l-Bahá) v roce 1891. 'Abdu'l-Bahá naplánoval strukturu, která pak byla později navržena a dokončena jeho vnukem Shoghi Effendim.
Na vrcholu stavby je kopule s 18 okny posazená na osmiúhelníkovou podstavu.

## Historie
8. července 2008 byla svatyně Bába společně s dalšími stavbami zapsána na Seznam světového dědictví UNESCO pod souhrnným názvem „Bahá'istické svatyně v Haifě a západní Galileji“.